# ديفيد هيغينز (رجل أعمال)
ديفيد هيغينز (بالإنجليزية: David Higgins)‏ هو شخصية أعمال ومهندس أسترالي، ولد في 1954.